# SloMo
«SloMo» és una cançó de la cantant catalana amb orígens cubans Chanel. Es va publicar el 21 de desembre del 2021 sota el segell de BMG Spain. Va ser escollida per representar Espanya al Festival de la Cançó d'Eurovisió 2022 en la final del Benidorm Fest 2022., el certamen de música que selecciona les entrades d'Espanya per al Festival de la Cançó d'Eurovisió. Com que Espanya és membre del "Big Five", la cançó va avançar automàticament a la final, que es va celebrar el 14 de maig de 2022 al Palasport Olimpico de Torí, Itàlia. La cançó va obtenir la tercera posició al conegut concurs.